# Tatiana Guderzo
Tatiana Guderzo, née le 22 août 1984 à Marostica dans la province de Vicence en Vénétie, est une coureuse cycliste italienne. Elle a notamment remporté le championnat du monde sur route en 2009. Elle a également cinq titres de championne d'Italie du contre-la-montre, a fini deuxième du Tour d'Italie en 2013 et troisième de la course en ligne des Jeux olympiques de Pékin en 2008.

## Biographie
En 2004, Tatiana Guderzo se classe deuxième du championnat du monde sur route à l'âge de 20 ans, alors qu'elle court encore dans les rangs amateurs. Elle passe professionnelle l'année suivante, dans l'équipe Top Girls Fassa Bortolo. Recrutée ensuite par AA-Drink Cycling Team en 2007, puis Gauss RDZ Ormu en 2008, elle remporte trois fois le championnat d'Italie du contre-la-montre. En août 2008, elle participe aux Jeux olympiques de Pékin. Elle produit l'attaque décisive à treize kilomètres de l'arrivée, et est suivie par Emma Johansson, Nicole Cooke, Christiane Soeder et Linda Villumsen. À l'arrivée, Cooke s'impose dans le sprint en côte devant Johansson et Guderzo. Elle obtient donc la médaille de bronze.
Elle devient championne du monde sur route en 2009 en s'imposant en solitaire.
Sur le Tour d'Italie 2013, elle est troisième de la troisième étape à quarante-cinq secondes de Marianne Vos qui a attaqué dans la côte. Elle occupe alors la même place au classement général. Elle est quatrième de l'étape suivante et remonte ainsi d'une place au classement général. Lors de la montagneuse cinquième étape, elle prend la quatrième place à une minute cinquante-et-un de Mara Abbott et devient deuxième du général. Elle est encore quatrième de la sixième étape mais perd du temps face à Claudia Häusler alors troisième au général et n'a plus que quinze secondes d'avance. Grâce à un meilleur temps lors du contre-la-montre de la huitième étape, elle conserve sa place et termine donc à la deuxième place du Tour d'Italie.
Au Tour de Thuringe, elle prend la quatrième place du contre-la-montre de la quatrième étape à quarante-neuf secondes de Shara Gillow et remonte à la troisième place du classement général. Le lendemain, elle perd cependant plus de six minutes et toute ambition au classement général.
Au Tour d'Italie, sur la montagneuse deuxième étape, dans la montée finale, Tatiana Guderzo se trouve dans le groupe en poursuite d'Anna van der Breggen et Ashleigh Moolman. Elle se classe neuvième de l'étape. Sur la difficile neuvième étape, elle est huitième. Au classement général final, Tatiana Guderzo est huitième. 
À la Classique de Saint-Sébastien, dans Jaizkibel, Évita Muzic, Pauliena Rooijakkers et Ane Santesteban attaquent. Elles sont rejointes plus loin par Audrey Cordon-Ragot, Olivia Baril puis Tatiana Guderzo. Leur avance atteint deux minutes, mais sous l'impulsion de l'équipe Movistar n'est plus que de quarante secondes au pied de la dernière difficulté. Dans celle-ci Annemiek van Vleuten les rejoint puis les dépasse. Tatiana Guderzo est troisième.

## Palmarès sur route

### Palmarès année par année
- 2002

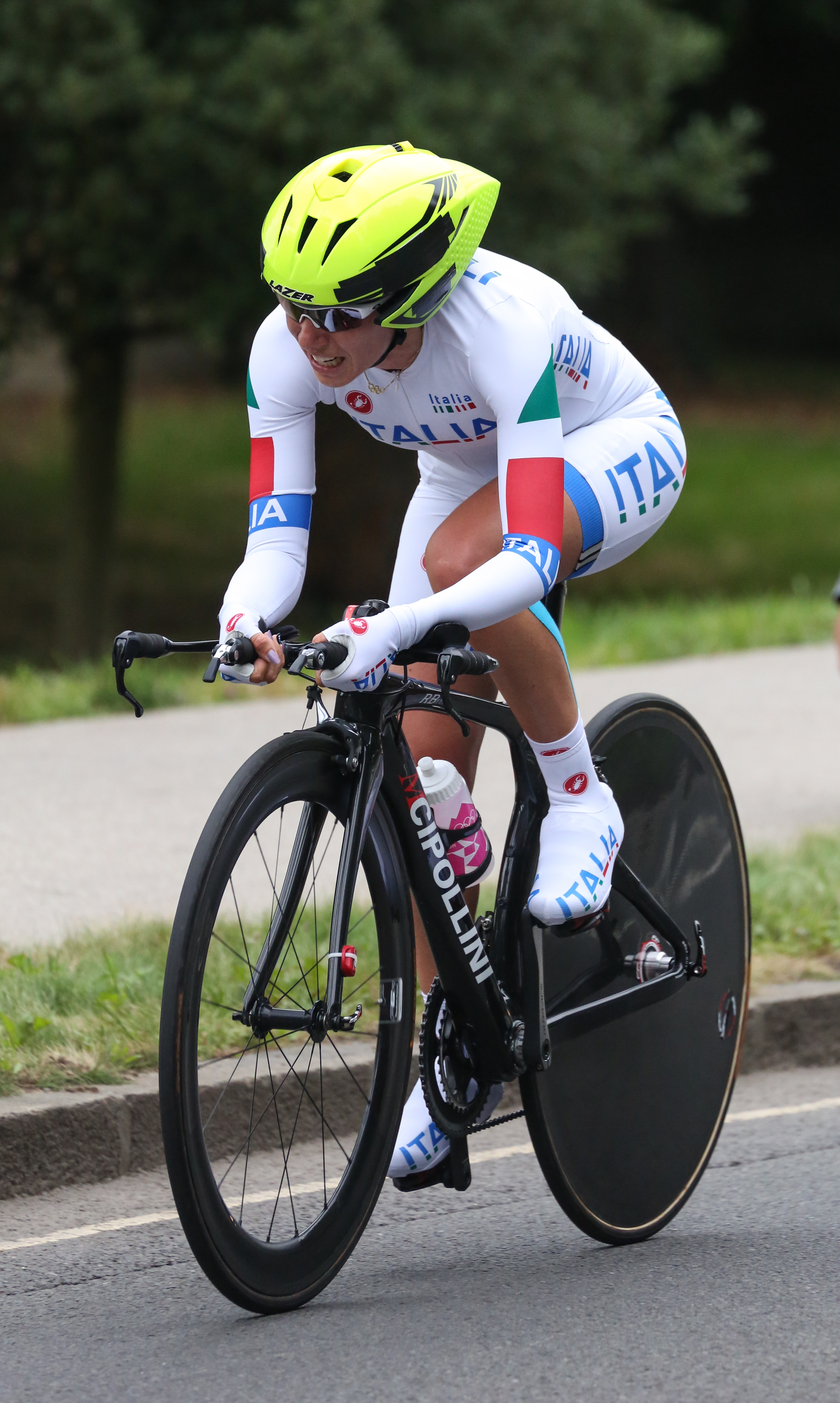
Tatiana Guderzo aux Jeux olympiques de Londres

  -  Médaillée d'argent du championnat du monde du contre-la-montre juniors
- 2003
  - 5e du championnat d'Europe du contre-la-montre espoirs
- 2004
  -  Championne d'Europe du contre-la-montre espoirs
  - Eko Tour Dookola Polski :
    - Classement général
    - 5e étape

  -  Médaillée d'argent du championnat du monde sur route
  - 2e du championnat d'Italie du contre-la-montre
  - 10e du championnat du monde du contre-la-montre
- 2005
  -  Championne d'Italie du contre-la-montre
  -  Médaillée d'argent du championnat d'Europe du contre-la-montre espoirs
  - 3e du Gran Premio Castilla y León
  - 3e du Giro di San Marino
- 2006
  - 2e étape de l'Emakumeen Bira
  -  Médaillée d'argent du championnat d'Europe sur route espoirs
  -  Médaillée d'argent du championnat d'Europe du contre-la-montre espoirs
  - 2e du Tour de l'Ardèche
  - 3e du championnat d'Italie du contre-la-montre
- 2007
  - 9e de la course en ligne de l'Open de Suède Vårgårda
- 2008
  -  Championne d'Italie du contre-la-montre
  - 2e du championnat d'Italie sur route
  - 2e de l'Emakumeen Bira
  - 2e du Züri Metzgete
  -  Médaillée de bronze de la course en ligne des Jeux olympiques de Pékin
- 2009
  -  Championne du monde sur route
  - 3e étape du Tour de Toscane féminin-Mémorial Michela Fanini
  - Tour du Frioul
  - 2e du championnat d'Italie du contre-la-montre
- 2010
  -  Championne d'Italie du contre-la-montre
  - 3e du Tour d'Italie
  - 7e de la Flèche wallonne
  - 9e du Trofeo Alfredo Binda-Comune di Cittiglio
  - 10e du championnat du monde du contre-la-montre
- 2011
  - 2e du championnat d'Italie sur route
  - 3e du championnat d'Italie du contre-la-montre
  - 3e du Tour du Trentin international féminin
  - 4e du Tour d'Italie
  - 9e de la Flèche wallonne
  - 10e du contre-la-montre par équipes de l'Open de Suède Vårgårda
- 2012
  -  Championne d'Italie du contre-la-montre
  - 2e du Trofeo Alfredo Binda-Comune di Cittiglio
  - 2e du Grand Prix du Salvador
  - 2e du Tour du Salvador
  - 7e du Tour d'Italie
- 2013
  -  Championne d'Italie du contre-la-montre
  - 7e étape du Tour de Thuringe
  - 6e étape du Boels Ladies Tour
  - 2e du Tour du Trentin
  - 2e du Tour d'Italie
  - 7e du championnat du monde sur route
- 2015
  - 1re étape du Tour de l'île de Zhoushan
  - 2e du championnat d'Italie du contre-la-montre
  - 9e du contre-la-montre par équipes de l'Open de Suède Vårgårda
- 2016
  - 2e du championnat d'Italie du contre-la-montre
- 2017
  - Tour d'Émilie
- 2018
  -  Médaillée de bronze du championnat du monde sur route
- 2019
  - 3e de la Classique Morbihan
- 2021
  - 2e du championnat d'Italie sur route
  - 3e du championnat d'Italie du contre-la-montre
  - 3e de la Classique de Saint-Sébastien
  - 8e du Tour d'Italie

### Championnats
|  | Année                                  | 2003 | 2004 | 2005 | 2006 | 2007 | 2008 | 2009 | 2010 | 2011 | 2012 | 2013 | 2014 | 2015 | 2016 | 2017 | 2018 |
|  | Championnats du monde sur route        | 60e  | 2e   | 39e  | 34e  | Abd  | 29e  | 1re  | 24e  | 108e | 79e  | 7e   | 37e  | 62e  | 74e  | 39e  | 3e   |
|  | Championnats du monde contre-la-montre | -    | 10e  | 16e  | 22e  | -    | -    | 18e  | 10e  | -    | -    | -    | -    | -    | -    | -    | -    |
|  | Championnats d'Italie sur route        | -    | -    | 7e   | -    | 17e  | 2e   | 5e   | 15e  | 2e   | 19e  | 6e   | 7e   | 5e   | 7e   | 10e  | 26e  |
|  | Championnats d'Italie contre-la-montre | -    | 2e   | 1re  | 3e   | 6e   | 1re  | 2e   | 1re  | 3e   | 1re  | 1re  | 8e   | 2e   | 2e   | 9e   | 6e   |

### Grands tours

#### Tour d'Italie
- 2006 : 7e[10]
- 2007 : 5e,  vainqueur du classement de la meilleure jeune.
- 2008 : 4e
- 2009 : 7e
- 2010 : 3e
- 2011 : 4e
- 2012 : 7e
- 2013 : 2e
- 2014 : 36e

### Classements mondiaux
| Année                                 | 2003 | 2004 | 2005 | 2006 | 2007 | 2008 | 2009 | 2010 | 2011 | 2012 | 2013 | 2014 | 2015 | 2016 | 2017 | 2018 | 2019 | 2020 | 2021 |
| ------------------------------------- | ---- | ---- | ---- | ---- | ---- | ---- | ---- | ---- | ---- | ---- | ---- | ---- | ---- | ---- | ---- | ---- | ---- | ---- | ---- |
| Classement UCI                        | 237e | 17e  | 44e  | 24e  | 94e  | 16e  | 17e  | 37e  | 31e  | 23e  | 11e  | 110e | 154e | 61e  | 68e  | 73e  | 84e  | 124e | 45e  |
| UCI World Tour                        |      |      |      |      |      |      |      |      |      |      |      |      |      | 42e  | 68e  | 103e | 92e  | 86e  | 37e  |
|                                       |      |      |      |      |      |      |      |      |      |      |      |      |      |      |      |      |      |      |      |
| Légende : nc = non classéSource : UCI |      |      |      |      |      |      |      |      |      |      |      |      |      |      |      |      |      |      |      |

## Palmarès sur piste

### Jeux olympiques
- Rio 2016
  - 6e de la poursuite par équipes

### Championnats du monde
- Pruszkow 2009
  - 12e de la poursuite par équipes
- Copenhague 2010
  - 14e de la poursuite par équipes
- Apeldoorn 2011
  - 15e de la poursuite par équipes
- Saint-Quentin-en-Yvelines 2015
  - 8e de la poursuite par équipes
- Londres 2016
  - 6e de la poursuite par équipes
- Apeldoorn 2018
  -  Médaillée de bronze de la poursuite par équipes

### Coupe du monde
- 2017-2018
  - 1re de la poursuite par équipes à Pruszków (avec Elisa Balsamo, Francesca Pattaro et Silvia Valsecchi)
  - 2e de la poursuite par équipes à Manchester

### Championnats d'Europe
| Édition / Épreuve              | Poursuite individuelle | Poursuite par équipes |
| Athènes 2006 (espoirs)         | Bronze                 |                       |
| Baie-Mahault 2014              |                        | Bronze                |
| Saint-Quentin-en-Yvelines 2016 |                        | Or                    |
| Berlin 2017                    |                        | Or                    |

### Championnats d'Italie
| - 2007 - Championne d'Italie de poursuite - 2009 - Championne d'Italie de poursuite - Championne d'Italie de poursuite par équipes (avec Monia Baccaille et Marta Tagliaferro) - 2010 - Championne d'Italie de poursuite - Championne d'Italie de poursuite par équipes (avec Monia Baccaille et Marta Bastianelli) - 2011 - Championne d'Italie du scratch - 2e de la poursuite par équipes - 3e de la poursuite | - 2013 - Championne d'Italie de poursuite - Championne d'Italie de poursuite par équipes (avec Elena Cecchini, Beatrice Bartelloni et Marta Tagliaferro) - 2e de la course aux points - 2014 - Championne d'Italie de poursuite par équipes (avec Elena Cecchini, Beatrice Bartelloni et Marta Tagliaferro) - Championne d'Italie de course aux points - 2e de la poursuite - 3e de l'omnium |

## Distinctions
- Oscar TuttoBici : 2004